# 尤寧維爾 (喬治亞州)
尤寧維爾（英語：Unionville）是位於美國喬治亞州蒂夫特縣的一個人口普查指定地區。

## 地理
尤寧維爾的座標為31°26′07″N 83°30′32″W / 31.43528°N 83.50889°W，而該地最高點為海拔高度107米（即351英尺）。

## 人口
根據2010年美國人口普查的數據，尤寧維爾的面積為1.90平方千米，當中陸地面積為1.90平方千米，而水域面積為0.00平方千米。當地共有人口2074人，而人口密度為每平方千米1,091人。